# いじめ防止条例
いじめ防止条例（いじめぼうしじょうれい）とは地方自治体の条例。
地方自治体としてのいじめ対策であり、以下のようなことを規定している
- 学校および社会福祉施設において、いじめ等を把握した場合の対策義務及び自治体への報告義務
- 弁護士や臨床心理士などの専門員が常駐する生徒や保護者からのいじめの相談を受ける「いじめ対策推進室」設置。

2007年12月に兵庫県小野市で「小野市いじめ等防止条例」として初めて制定され、2008年4月に施行された。その後、岐阜県可児市、滋賀県大津市、長野県高森町、三重県でも制定されている。